# 東浅草
東浅草（ひがしあさくさ）は、東京都台東区の町名。多分現行行政地名は東浅草一丁目および東浅草二丁目。住居表示実施済区域。

## 地理
台東区の北東部に位置する。町域東部は吉野通りに接し清川・今戸にそれぞれ接する。町域南部から南西部は浅草に接する。地域西部は土手通りに接しこれを境に千束に接する。町域北部は、日の出会通りに接しこれを境に日本堤に接する（地名はいずれも台東区）。町域内は主に商店や各種事業所、住居などが混在している。

## 世帯数と人口
2025年（令和7年）3月1日現在（台東区発表）の世帯数と人口は以下の通りである。
| 丁目         | 世帯数    | 人口    |
| ------------ | --------- | ------- |
| 東浅草一丁目 | 1,250世帯 | 2,216人 |
| 東浅草二丁目 | 1,095世帯 | 1,792人 |
| 計           | 2,345世帯 | 4,008人 |

### 人口の変遷
国勢調査による人口の推移。
| 年                 | 人口  |
| ------------------ | ----- |
| 1995年（平成7年）  | 3,054 |
| 2000年（平成12年） | 3,256 |
| 2005年（平成17年） | 3,180 |
| 2010年（平成22年） | 3,183 |
| 2015年（平成27年） | 3,129 |
| 2020年（令和2年）  | 3,507 |

### 世帯数の変遷
国勢調査による世帯数の推移。
| 年                 | 世帯数 |
| ------------------ | ------ |
| 1995年（平成7年）  | 1,245  |
| 2000年（平成12年） | 1,384  |
| 2005年（平成17年） | 1,405  |
| 2010年（平成22年） | 1,514  |
| 2015年（平成27年） | 1,605  |
| 2020年（令和2年）  | 1,930  |

## 学区
区立小・中学校に通う場合、学区は以下の通りとなる（2023年9月現在）。
| 丁目         | 番地             | 小学校               | 中学校             |
| ------------ | ---------------- | -------------------- | ------------------ |
| 東浅草一丁目 | 1〜3番           | 台東区立富士小学校   | 台東区立桜橋中学校 |
| 東浅草一丁目 | 6〜10番 20〜21番 | 台東区立石浜小学校   | 台東区立桜橋中学校 |
| 東浅草一丁目 | 4〜5番 11〜19番  | 台東区立東浅草小学校 | 台東区立桜橋中学校 |
| 東浅草二丁目 | 全域             | 台東区立東浅草小学校 | 台東区立桜橋中学校 |

## 交通
町域内に鉄道駅はない。町域南部方面にある東武伊勢崎線・地下鉄銀座線の浅草駅が利用されるほか、浅草駅や南千住駅からのバスの便も利用されている。

## 事業所
2021年（令和3年）現在の経済センサス調査による事業所数と従業員数は以下の通りである。
| 丁目         | 事業所数  | 従業員数 |
| ------------ | --------- | -------- |
| 東浅草一丁目 | 189事業所 | 1,773人  |
| 東浅草二丁目 | 113事業所 | 707人    |
| 計           | 302事業所 | 2,480人  |

### 事業者数の変遷
経済センサスによる事業所数の推移。
| 年                 | 事業者数 |
| ------------------ | -------- |
| 2016年（平成28年） | 316      |
| 2021年（令和3年）  | 302      |

### 従業員数の変遷
経済センサスによる従業員数の推移。
| 年                 | 従業員数 |
| ------------------ | -------- |
| 2016年（平成28年） | 2,557    |
| 2021年（令和3年）  | 2,480    |

## 施設
- 警視庁第六方面本部
- 台東区立東浅草小学校 - 旧称・待乳山小学校
- 台東区立山谷堀公園
- 東禅寺 - 江戸六地蔵の第二番
- 春慶院 - 高尾太夫の墓所

## その他

### 日本郵便
- 郵便番号 : 111-0025[3]（集配局 : 浅草郵便局[14]）。